# 科埃特洛贡
科埃特洛贡（法語：Coëtlogon，法語發音：[kwɛtlɔɡɔ̃]）是法国阿摩尔滨海省圣布里厄区的一个旧市镇。2025年1月1日，科埃特洛贡与市镇勒康布并入市镇普吕米约，并成为了普吕米约的委派市镇。

## 地理
科埃特洛贡（48°8'30"N, 2°32'39"W）面积16.35 平方千米，位于法国布列塔尼大區阿摩尔滨海省，该省份为法国西北部沿海省份，位于布列塔尼半岛北部，北濒大西洋英吉利海峡，西接菲尼斯泰尔省，南至莫尔比昂省，东临伊勒-维莱讷省。
与科埃特洛贡接壤的市镇（或旧市镇、城区）包括：梅内阿克、拉特里尼泰-波罗埃特、戈姆内、普莱梅、普吕米约。
科埃特洛贡的时区为UTC+01:00、UTC+02:00（夏令时）。

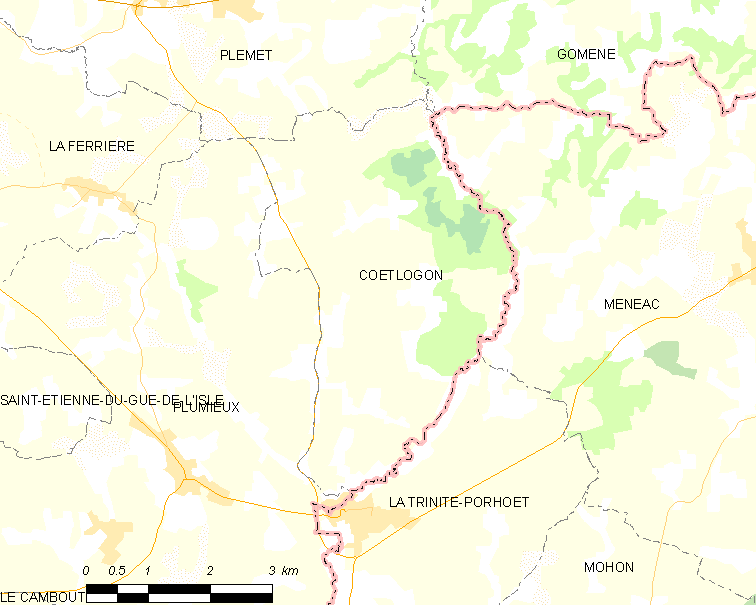
科埃特洛贡的OSM定位图

## 行政
科埃特洛贡的邮政编码为22210，INSEE市镇编码为22043。

## 政治
科埃特洛贡所属的省级选区为卢代阿克县。

## 人口

1962-2008年间科埃特洛贡人口变化图示

科埃特洛贡于2022年1月1日时的人口数量为225人。